# Piero Cappuccilli
Piero Cappuccilli (Trieste, 9 novembre 1929 – Trieste, 11 luglio 2005) è stato un baritono italiano .

## Biografia
Nato da genitori originari di Ripabottoni nel Molise, dopo aver iniziato gli studi di architettura a Roma, scoprì l'interesse per l'opera e nel 1956 debuttò al "Teatro Nuovo" di Milano in Pagliacci. Nel 1957 vinse il "Concorso Viotti" a Vercelli, che lo portò in Germania attraverso una lunga tournée di 34 recite de Il barbiere di Siviglia di Rossini, titolo che riprenderà solo occasionalmente in seguito, compresa un'edizione discografica.
Nel giro di qualche anno si specializzò soprattutto nel repertorio verdiano e dai primi anni sessanta cominciò ad apparire nei principali teatri italiani ed esteri (precoce fu l'esordio nel 1960 al Metropolitan ne La traviata, che rimase l'unica presenza al Met), imponendosi come uno dei baritoni più affermati della nuova generazione.
Nel 1964 fece l'importante debutto alla Scala in Lucia di Lammermoor, seguita da Aida e Il trovatore. Nel 1966 esordì all'Arena di Verona in Rigoletto e nel 1967 al Covent Garden di Londra ne La traviata. Nel 1969 riapparve negli Stati Uniti, a Chicago, ne I puritani e nel 1971 cantò alla Scala in una memorabile edizione di Simon Boccanegra. Nel 1973 fu all'Opéra di Parigi nel Trovatore. Il 1975 lo vide nuovamente a Milano in Macbeth, con la direzione di Claudio Abbado e la regia di Giorgio Strehler; dello stesso anno è il Don Carlo a Salisburgo e del 1976, ancora alla Scala, Otello con la direzione di Carlos Kleiber. Da ricordare anche sempre alla Scala, nel 1983, il Carlo Gerard in Andrea Chénier, spettacolo di cui esiste una registrazione video. Nel 1989 apparve per l'ultima volta nel teatro milanese come Scarpia in Tosca, ruolo che frequentò solamente negli ultimi anni di attività.
La carriera proseguì fino al 1992, quando, di ritorno da una rappresentazione areniana, incorse in un grave incidente automobilistico che lo costrinse al ritiro dalle scene. Si dedicò in seguito all'insegnamento.

## Repertorio
| Ruolo                           | Titolo                  | Autore      |
| ------------------------------- | ----------------------- | ----------- |
| Romolo                          | Romulus                 | Allegra     |
| Ernesto                         | Il pirata               | Bellini     |
| Filippo Maria Visconti          | Beatrice di Tenda       | Bellini     |
| Sir Riccardo Forth              | I puritani              | Bellini     |
| Zurga                           | Les pêcheurs de perles  | Bizet       |
| Escamillo Morales               | Carmen                  | Bizet       |
| Hermann                         | Loreley                 | Catalani    |
| Vincenzo Gellner                | La Wally                | Catalani    |
| Enrico Ashton                   | Lucia di Lammermoor     | Donizetti   |
| Duca di Nottingham              | Roberto Devereux        | Donizetti   |
| Alfonso XI                      | La favorita             | Donizetti   |
| Carlo Gérard Fouquier Tinville  | Andrea Chénier          | Giordano    |
| De Siriex                       | Fedora                  | Giordano    |
| Gonzales                        | Il Guarany              | Gomes       |
| Valentino                       | Faust                   | Gounod      |
| Silvio Tonio/Taddeo             | Pagliacci               | Leoncavallo |
| Compar Alfio                    | Cavalleria rusticana    | Mascagni    |
| Antonio                         | Le nozze di Figaro      | Mozart      |
| Masetto                         | Don Giovanni            | Mozart      |
| Un mietitore                    | La figlia di Jorio      | Pizzetti    |
| Barnaba Un cantore              | La Gioconda             | Ponchielli  |
| Marcello                        | La bohème               | Puccini     |
| Barone Scarpia Carceriere       | Tosca                   | Puccini     |
| Commissario Imperiale Sharpless | Madama Butterfly        | Puccini     |
| Michele                         | Il tabarro              | Puccini     |
| Figaro                          | Il barbiere di Siviglia | Rossini     |
| Guglielmo Tell                  | Guglielmo Tell          | Rossini     |
| Uno stallino                    | Der Rosenkavalier       | Strauss     |
| Nabucco                         | Nabucco                 | Verdi       |
| Don Carlo                       | Ernani                  | Verdi       |
| Francesco Foscari               | I due Foscari           | Verdi       |
| Ezio                            | Attila                  | Verdi       |
| Macbeth                         | Macbeth                 | Verdi       |
| Francesco Moor                  | I masnadieri            | Verdi       |
| Miller                          | Luisa Miller            | Verdi       |
| Conte di Ceprano Rigoletto      | Rigoletto               | Verdi       |
| Conte di Luna                   | Il trovatore            | Verdi       |
| Giorgio Germont                 | La traviata             | Verdi       |
| Guido di Monforte               | I vespri siciliani      | Verdi       |
| Simon Boccanegra                | Simon Boccanegra        | Verdi       |
| Renato Silvano                  | Un ballo in maschera    | Verdi       |
| Don Carlo di Vargas Un chirurgo | La forza del destino    | Verdi       |
| Rodrigo di Posa                 | Don Carlo               | Verdi       |
| Amonasro                        | Aida                    | Verdi       |
| Jago                            | Otello                  | Verdi       |
| Ford                            | Falstaff                | Verdi       |

## Discografia
| Anno | Titolo Ruolo                             | Cast                                                                           | Direttore            | Etichetta           |
| ---- | ---------------------------------------- | ------------------------------------------------------------------------------ | -------------------- | ------------------- |
| 1959 | Don Giovanni Masetto                     | Eberhard Wächter, Joan Sutherland, Graziella Sciutti                           | Carlo Maria Giulini  | EMI                 |
|      | La Gioconda Barnaba                      | Maria Callas, Pier Miranda Ferraro, Fiorenza Cossotto, Ivo Vinco               | Antonino Votto       | EMI                 |
|      | Lucia di Lammermoor Enrico Ashton        | Maria Callas, Ferruccio Tagliavini, Bernard Ladysz                             | Tullio Serafin       | EMI                 |
| 1960 | Le nozze di Figaro Antonio               | Giuseppe Taddei, Anna Moffo, Elisabeth Schwarzkopf                             | Carlo Maria Giulini  | EMI                 |
| 1968 | Lucia di Lammermoor Enrico Ashton        | Margherita Guglielmi, Flaviano Labò, Silvano Pagliuca                          | Ottavio Ziino        | Supraphon           |
|      | La Wally Vincenzo Gellner                | Renata Tebaldi, Mario Del Monaco                                               | Fausto Cleva         | Decca               |
| 1969 | La forza del destino Don Carlo di Vargas | Martina Arroyo, Carlo Bergonzi, Ruggero Raimondi                               | Lamberto Gardelli    | EMI                 |
| 1970 | Carmen Escamillo                         | Anna Moffo, Franco Corelli, Helen Donath                                       | Lorin Maazel         | Eurodisc            |
|      | Lucia di Lammermoor Enrico Ashton        | Beverly Sills, Carlo Bergonzi, Justino Diaz                                    | Thomas Schippers     | Westminster/EMI     |
|      | Il pirata Ernesto                        | Montserrat Caballé, Bernabè Marti                                              | Gianandrea Gavazzeni | EMI                 |
| 1973 | I puritani Sir Riccardo Forth            | Joan Sutherland, Luciano Pavarotti, Nicolai Ghiaurov                           | Richard Bonynge      | Decca               |
|      | Simon Boccanegra                         | Katia Ricciarelli, Plácido Domingo, Ruggero Raimondi                           | Gianandrea Gavazzeni | RCA                 |
| 1974 | Aida Amonasro                            | Montserrat Caballé, Fiorenza Cossotto, Placido Domingo                         | Riccardo Muti        | EMI                 |
| 1975 | Un ballo in maschera Renato              | Placido Domingo, Martina Arroyo, Fiorenza Cossotto, Reri Grist                 | Riccardo Muti        | EMI                 |
|      | I masnadieri Francesco Moor              | Carlo Bergonzi, Montserrat Caballé, Ruggero Raimondi                           | Lamberto Gardelli    | Philips             |
| 1976 | Cavalleria rusticana Alfio               | Julia Varady, Luciano Pavarotti                                                | Gianandrea Gavazzeni | Decca               |
|      | Macbeth                                  | Shirley Verrett, Nicolai Ghiaurov, Placido Domingo                             | Claudio Abbado       | Deutsche Grammophon |
| 1977 | I due Foscari Francesco Foscari          | José Carreras, Katia Ricciarelli, Samuel Ramey                                 | Lamberto Gardelli    | Philips             |
|      | Simon Boccanegra                         | Mirella Freni, José Carreras, Nicolai Ghiaurov                                 | Claudio Abbado       | Deutsche Grammophon |
|      | Il trovatore Conte di Luna               | Franco Bonisolli, Leontyne Price, Elena Obraztsova                             | Herbert von Karajan  | EMI                 |
| 1978 | Don Carlo Rodrigo di Posa                | José Carreras, Mirella Freni, Agnes Baltsa, Nicolai Ghiaurov, Ruggero Raimondi | Herbert von Karajan  | EMI                 |
| 1979 | Aida Amonasro                            | Mirella Freni, José Carreras, Agnes Baltsa                                     | Herbert von Karajan  | EMI                 |
|      | Rigoletto                                | Ileana Cotrubaș, Placido Domingo, Nicolai Ghiaurov                             | Carlo Maria Giulini  | Deutsche Grammophon |
| 1982 | Nabucco                                  | Ghena Dimitrova, Evgenij Nesterenko, Placido Domingo, Lucia Valentini Terrani  | Giuseppe Sinopoli    | Deutsche Grammophon |
| 1984 | Macbeth                                  | Sylvia Sass, Kolos Kováts, Péter Kelen                                         | Lamberto Gardelli    | Hungaroton          |
| 1986 | Beatrice di Tenda Filippo Maria Visconti | Mariana Nicolesco, Vincenzo La Scola, Stefania Toczyska                        | Alberto Zedda        | Sony                |

## Video
- Il trovatore (film-TV), con Antonietta Stella, Carlo Bergonzi, Adriana Lazzarini, dir. Arturo Basile, RAI 1966
- Il trovatore (Wiener Staatsoper), con Raina Kabaivanska, Fiorenza Cossotto, Plácido Domingo, José van Dam, dir. Herbert von Karajan, 1978 TDK
- Andrea Chénier (film-TV), con Franco Corelli, Celestina Casapietra, dir. Bruno Bartoletti, RAI-Milano 1973
- Andrea Chénier, (live Wiener Staatsoper) con Gabriela Beňačková, Plácido Domingo, dir. Nello Santi, 1981 Deutsche Grammophon
- Andrea Chénier (Teatro alla Scala), con Éva Marton e José Carreras, dir. Riccardo Chailly, 1985 Warner
- Simon Boccanegra (live Tokyo), con Katia Ricciarelli, Giorgio Merighi e Nicolai Ghiaurov, dir. Oliviero De Fabritiis, 1976 Hardy Classic
- Don Carlos (Salisburgo) con José Carreras, Agnes Baltsa, Ferruccio Furlanetto, Ilaria Izzo d'Amico, Matti Salminen, dir. Herbert von Karajan, 1986 Sony
- Otello (Arena di Verona), con Vladimir Atlantov, Kiri Te Kanawa, dir. Zoltán Peskó, 1982 Kultur
- La forza del destino (Teatro alla Scala), con Montserrat Caballé, José Carreras, Nicolai Ghiaurov, Sesto Bruscantini, dir. Giuseppe Patanè, 1978 Hardy Classic/RAI
- Un ballo in maschera (Royal Opera House), con Plácido Domingo, Katia Ricciarelli, Reri Grist, dir. Claudio Abbado, 1975 Kultur/BBC